# Lolly (singolo)
Lolly è un singolo del cantante e produttore statunitense Maejor Ali, interpretato insieme al rapper statunitense Juicy J e al cantante canadese Justin Bieber. La canzone è stata pubblicata nel 2013.

## Tracce
1. Lolly (Edited) - 3:45
2. Lolly (Explicit) - 3:45
3. Lolly (Remix) (Feat. Vito) - 3:45